# SMS V 47
V 47 – niemiecki niszczyciel z okresu I wojny światowej. Piąta jednostka typu V 43, pierwsza o wydłużonym o 3,5 m kadłubie. Okręt wyposażony w trzy kotły parowe opalane ropą. Zapas paliwa 338 ton. 2 listopada 1918 roku zatopiony podczas odwrotu z Belgii.